# Sadabad
Sadabad là một thị xã và là một nagar panchayat của quận Hathras thuộc bang Uttar Pradesh, Ấn Độ.

## Địa lý
Sadabad có vị trí 27°27′B 78°03′Đ / 27,45°B 78,05°Đ Nó có độ cao trung bình là 175 mét (574 feet).

## Nhân khẩu
Theo điều tra dân số năm 2001 của Ấn Độ, Sadabad có dân số 31.737 người. Phái nam chiếm 53% tổng số dân và phái nữ chiếm 47%. Sadabad có tỷ lệ 53% biết đọc biết viết, thấp hơn tỷ lệ trung bình toàn quốc là 59,5%: tỷ lệ cho phái nam là 61%, và tỷ lệ cho phái nữ là 43%. Tại Sadabad, 18% dân số nhỏ hơn 6 tuổi.